# Il vedovo
Il vedovo è un film del 1959 diretto da Dino Risi.

## Trama
Elvira Almiraghi: Un megalomane è uno che si crede superiore a tutti, invece è un cretino ridicolo, che si circonda di incapaci»
(dialogo fra Alberto Sordi e Franca Valeri)
Il commendatore Alberto Nardi è un giovane industriale romano, megalomane ma con scarso senso degli affari. È sposato con la ricca Elvira Almiraghi, donna d'affari milanese di successo, abile e spregiudicata, alla quale il marito, perennemente assediato dai creditori, si rivolge quando ha bisogno di firme per cambiali o nuovo denaro per le sue fallimentari iniziative. La coppia abita assieme in un appartamento nella Torre Velasca a Milano. Elvira, saggiamente, ha smesso ormai di sussidiare il marito e, con fare canzonatorio, lo punzecchia chiamandolo "cretinetti". La donna, tuttavia, dietro anonimato, presta continuamente denaro al marito, a condizioni usurarie, tramite il commendator Lambertoni, suo intermediario. Impossibilitato a saldare le pressanti scadenze di debiti, interessi, cambiali, e sostenendo comunque uno stile di vita agiato per salvare in pubblico il suo status di uomo d'affari, Alberto vive in uno stato di continua tensione, che l'ha già portato in passato all'esaurimento nervoso e a un ricovero in clinica. L'uomo ha anche un'amante, Gioia, una donna giovane e ingenua.
Nardi ha urgente bisogno di altri soldi prestati da Lambertoni anche per poter tenere a galla la sua ditta di ascensori, sempre pericolosamente vicina alla bancarotta, dove da mesi non paga gli stipendi agli infuriati operai. Nessun istituto di credito è disposto a concedergli prestiti senza la garanzia della moglie, proprietaria di un patrimonio di oltre un miliardo di lire dell'epoca, la quale però si rifiuta. Dopo l'ennesima discussione su una cambiale da firmare, con conseguente umiliazione pubblica, Nardi, di fronte al deciso rifiuto di lei, ripiomba nuovamente in uno stato nevrastenico, e minaccia di compiere un gesto estremo, mentre Elvira si dirige con l'autista alla stazione ferroviaria per prendere un treno notturno che parte per la Svizzera, dove è diretta a far visita alla madre. Il mattino seguente, la notizia di una tragedia compare sui giornali: il treno della sera precedente diretto in Svizzera ha avuto un incidente e si apprende che la carrozza prenotata da Elvira è precipitata nel lago. Non ci sono superstiti. Nardi conclude, come fan tutti, che la moglie deve essere deceduta, ritrovandosi improvvisamente erede del patrimonio miliardario della donna, e può quindi saldare tutti i debiti.
Nella casa di campagna dove è vissuta Elvira viene allestita, con grande sfarzo, una veglia funebre, in attesa dell'arrivo della salma, che i sommozzatori dovrebbero recuperare. Prendono parte alla commemorazione della defunta tantissime persone tra cui il commendator Fenoglio; una prefica staziona nella stanza allestita per la camera ardente; il celebre cantante Rabagliati viene assunto per cantare al funerale. Ma accade l'incredibile quando, a serata inoltrata, Elvira appare, viva e vegeta, accompagnata dall'autista. È stata una telefonata del marchese Stucchi, collaboratore del marito, ad averle fatto perdere il treno, salvandole la vita.
Nardi, che in poche ore di vedovanza è già riuscito a farsi truffare, comprando per diversi milioni un'inutile solfara, si ritira in convento per alcuni giorni, onde evitare nuovamente l'assedio dei creditori. A padre Agostino, che lo saluta alla partenza, Alberto comunica di avere ora le idee chiare, ritemprato dall'agreste buen retiro. In realtà, come comunica una volta tornato in fabbrica allo zio (che gli fa da autista), al marchese Stucchi e all'ingegnere tedesco Fritzmayer, egli ha deciso di pianificare l'omicidio di Elvira: un incidente che, simulando un blackout, faccia cadere la moglie nella tromba dell'ascensore della Torre Velasca. Ma ennesima beffa, a causa dell'inettitudine dei suoi complici, sarà proprio Nardi a morire, precipitando nel vuoto.

## Produzione
Il soggetto del film è in parte ispirato al caso Fenaroli, anche noto come mistero di via Monaci, in cui un imprenditore edile in difficoltà fu accusato di aver organizzato la morte della moglie per incassarne l'assicurazione sulla vita.

## Critica
«Piccola ma riuscita commedia... Risi rivela un insolito black humour» **½

## Remake
Nel 2013 è uscito il remake Aspirante vedovo, diretto da Massimo Venier e interpretato da Fabio De Luigi e Luciana Littizzetto. Il film è stato distribuito nelle sale italiane a partire dal 10 ottobre 2013.

## Censura
Il vedovo, che uscì nei cinema italiani nel 1959, fu revisionato dalla Commissione per la revisione cinematografica del Ministero per i beni e le attività culturali con i seguenti tagli:
1. La scena in cui padre Agostino, intervenuto come religioso alla cerimonia funebre, è rappresentato nell'atto di sorseggiare un bicchiere di vino; poiché considerata offensiva del buon costume.
2. La battuta di Elvira (indicata a pag. 8 del dialogo dell'ottavo rullo: "È una sciocchina... genere Anita Garibaldi... soltanto che invece dell'eroe ha trovato mio marito"); poiché considerata "contraria alla reputazione e al decoro nazionale"[3]

Documento nº 30636, firmato il 17 novembre 1959 dal ministro Domenico Magrì.